# PKP-Baureihe SA109
Die Baureihe SA109 sind Triebzüge der Polnischen Staatsbahn (PKP) für den Regional- und Vorortverkehr auf nicht elektrifizierten Nebenstrecken. Die Fahrzeuge besitzen dieselmechanischen Antrieb.
Es wurden elf Fahrzeuge von Kolzam in Racibórz gebaut. Die Triebzüge waren auf verschiedenen Strecken in mehreren Woiwodschaften eingesetzt. Nach diversen Unfällen in den Jahren bis 2018 sowie Insolvenz des Herstellers waren sie 2020 nicht in Betrieb. Bekannt ist der Verkauf von zwei Fahrzeugen der Koleje Śląskie 2018 an GW Train Regio.

## Geschichte
Mit den einteiligen Fahrzeugen der PKP-Baureihe SA107 entwarf Kolzam in Racibórz diese zweiteilige Schienenbuseinheit, die aus den gleichen Elementen des Typs 211M besteht. Sie besitzen lediglich einen Führerstand je Teileinheit und sind miteinander kurzgekuppelt. Zusätzlich war ein dreiteiliges Fahrzeug geplant, das wegen Insolvenz des Herstellers nicht ausgeführt wurde.
Der SA109-001 wurde 2004 in die Woiwodschaft Westpommern ausgeliefert. Obwohl im August 2005 Kolzam Insolvenz anmelden musste, wurden noch im Laufe der nächsten Jahre weitere Fahrzeuge in die Woiwodschaft Kleinpolen und an Polregio ausgeliefert. Der letzte Triebzug war der SA109-011. Erst als Fablok in Chrzanów die Rechte zum Weiterbau erwarb, konnte die letzte Einheit in die Woiwodschaft Schlesien 2012 geliefert werden.
Im Betrieb zeigten die Fahrzeuge keine hohe Zuverlässigkeit. Sie wurden in einige Unfälle, oft an unbeschrankten Bahnübergängen, verwickelt. Durch die Insolvenz von Kolcam war die Instandhaltung schwierig.
Seit 2020 sind die Untersuchungsfristen der Fahrzeuge abgelaufen. Die in der Woiwodschaft Niederschlesien zuletzt eingesetzten Fahrzeuge erhalten keine Hauptuntersuchungen mehr. Ein Verkauf der Fahrzeuge ist angestrebt.

## GW Train Regio 817
Die SA109-005 und SA109-011 wurden an GW Train Regio verkauft und erhielten dort die Baureihenbezeichnung 817.  Am 6. Januar 2019 trafen beide Einheiten im GWTR-Depot in Volary ein, wo sie auf die Genehmigung für den Betrieb warteten. Der Zulassung ging am 17. Oktober 2020 eine sicherheitstechnische Prüfung auf der Bahnstrecke České Budějovice–Veselí nad Lužnicí zwischen  Ševětín und Veselí nad Lužnicí voraus. Der ehemalige SA109-005 (95 51 2710 010-0 + 95 51 2710 011-8) erhielt die Nummern 95 54 5 817 001-1 + 95 54 5 817 201-7, der SA109-011 die Nummern 817.002-9 + 817.202-5.

## Technische Merkmale
Die zweiteiligen Fahrzeuge entsprechen vom Aufbau her dem SA107. Der Wagenkasten besitzt nur einen Führerstand, am anderen Ende ist im Hochflurbereich der Übergang zwischen beiden Wagen. Die niederflurigen Teileinheiten sitzen auf zwei Einachsdrehgestellen, von denen das jeweils äußere die Antriebsachse ist. Zwischen den Achsen ist die modulare Leichtbaukarosserie mit dem mittleren Einstieg, der den niederflurigen Zutritt 575 mm über Schienenoberkante (SOK) ermöglicht. Die Bereiche über den Achsen sind hochflur mit einer Höhe von 1090 mm über SOK, die über Treppen zu erreichen sind. Eine Teileinheit besitzt eine Toilette. An der Einstiegstür befindet sich ein Schiebetritt zur Überbrückung des Spaltes zum Bahnsteig.
Der Motor Raba D10UTSLL mit einer Leistung von 190 kW treibt ein Differentialwandlergetriebe von Voith an.